# МКБ-11
МКБ-11 — одиннадцатый пересмотр Международной статистической классификации болезней и проблем, связанных со здоровьем. Разработана Всемирной организацией здравоохранения (ВОЗ).
11-й пересмотр был начат в 2007 году и необходим «для учёта достижений в сфере медицины, науки и информационных технологий», бета-версия МКБ-11 была подготовлена к маю 2012 года, к концу 2015 года было предложено более 5000 изменений в неё, проект планировался к представлению в Токио в октябре 2016 года. Для каждой нозологической формы будут указаны этиология, симптомы, диагностические критерии, влияние на повседневную жизнь и беременность, а также принципы лечения. Подготовительная версия (версия для представления ассамблее и перевода на национальные языки) была официально выпущена 18 июня 2018 года. МКБ-11 была представлена на 144-м заседании Исполнительного совета в январе 2019 года и утверждена в рамках 72 сессии Всемирной ассамблеи здравоохранения (ВАЗ) в мае 2019 года.
Переход на новый классификатор рекомендован ВОЗ с 1 января 2022 года, вступил в силу 11 февраля 2022, переходный период в России продлён до 2027 года. По мнению ВОЗ, страны не сразу перейдут на него из-за подготовки специалистов и того, что некоторые страны до сих пор используют МКБ-9.
Однако Правительство РФ в феврале 2024 года приняло решение приостановить переход на МКБ-11, так как МКБ-11 «противоречит традиционным ценностям».
Главной целью ввода новой редакции МКБ было упростить её использование. Одиннадцатая редакция обновлена в соответствии достижениям в науке и медицинской практике. Также она может быть легко размещена в компьютерные программы.

## Разработка
Разработка МКБ-11 охватила более десяти лет работы, в которой приняли участие более 300 специалистов из 55 стран, разделённых на 30 рабочих групп, с дополнительными 10 000 предложениями от людей со всего мира.

## Изменения
В МКБ-11 вошли новые главы, в частности по народной медицине, и глава, посвящённая сексуальному здоровью, объединила расстройства, которые раньше были отнесены к другим классам (например, транссексуализм входил в категорию психических расстройств, а теперь под названием «гендерное несоответствие» входит в отдельную категорию «состояний, относящихся к сексуальному здоровью»). Помимо гендерного несоответствия, в данную категорию входят сексуальные дисфункции, сексуальные болевые расстройства и «этиологические объяснения» (для указания причины сексуального расстройства, например: операция или радиотерапия (HA40.0), психоактивное вещество или лекарство (HA40.2), недостаток знаний или опыта (HA40.3) и т. д.). Парафилии не относятся к данной категории и по-прежнему кодируются в группе психических расстройств (6D30—6D3Z). Появилось новое аддиктивное расстройство — игровое расстройство (6C51), описывающее патологическую зависимость от компьютерных игр.
В одиннадцатом пересмотре также была изменена система кодирования, упрощена её структура вместе с электронным инструментарием.

### Устойчивость к противомикробным препаратам и GLASS
Группа, связанная с кодированием устойчивости к противомикробным препаратам, была значительно расширена. Кроме того, коды МКБ-11 более тесно согласуются с Global Antimicrobial Resistance Surveillance System «Глобальная система надзора за устойчивостью к противомикробным препаратам».